# Erik Frisell (industriman)

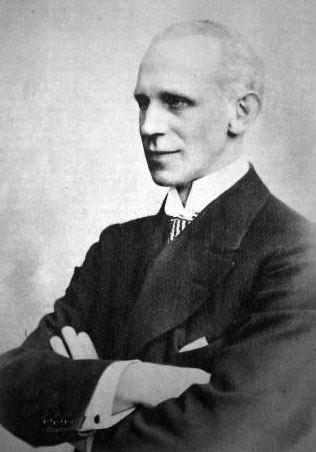
Erik Frisell 1919.

Erik Frisell, född 24 januari 1859 i Göteborg, död 22 februari 1942 i Stockholm, var en svensk industriman.

## Biografi
Erik Frisell var VD för D. Carnegie & Co 1900-07, från 1902 var han styrelsemedlem i Skandinaviska Kredit och spelade en stor roll vid finansoperationerna som krävdes för att Trafikaktiebolaget Grängesberg-Oxelösund (även kallat TGO eller Grängesbergsbolaget skulle tillkomma, vid övertagande av norrländska malmfält och bildandet av Svenska Sockerfabriks AB. Han var VD för TGO 1909-16 och LKAB. Han anlitades ofta för offentliga uppdrag, var medlem av handelsrådet 1912, av industrikommissionen och en av de svenska underhandlarna med Storbritannien 1916.
Han var son till Henning Frisell, grosshandlare i Göteborg, och Alfhild Eugenia Lindberg. Sedan 1885 var han gift med Stina Wærn född i släkten Wærn. Hans dotter Carin var under en period gift med författaren Gustaf Hellström och hade också ett långt förhållande med journalisten Ester Blenda Nordström . Dottern Ragni var gift med Uno Henning och dottern Dagny med Helge Torén. De hade en dotter, skådespelerskan Märta Torén, vilken alltså var kusin med skådespelerskan Eva Henning. Han hade även en son, Sven Frisell, som var direktör för Grängesbergsbolagets kontor i London. Erik Frisell var kusin till Hjalmar Frisell.